# (9335) 1991 AA1
A (9335) 1991 AA1 a Naprendszer kisbolygóövében található aszteroida. Yoshio Kushida és Osamu Muramatsu fedezte fel 1991. január 10-én.